# IHunch

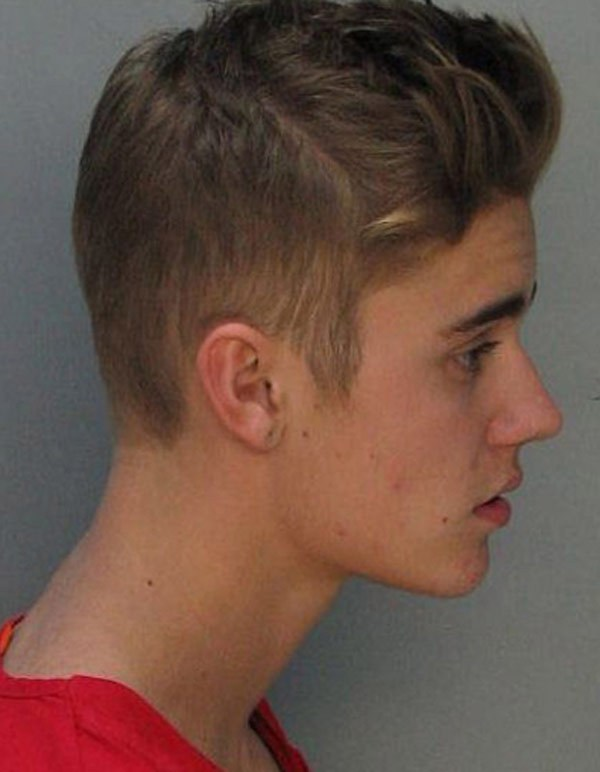
Joroba digital

iHunch, también llamado iPosture, lo que podría llamarse en español como: la joroba digital postura de la cabeza hacia adelante, postura del mentón que empuja, cuello desgastado, cuello de computadora, síndrome cruzado superior, cuello de texto y joroba de viuda, es el problema espinal común de una columna torácica excesivamente cifótica (encorvada) que provoca dolor de cuello y dolor de cabeza cervicogénico. Se reconoce clínicamente como una forma de lesión por esfuerzo repetitivo. El término cuello de texto fue acuñado por primera vez por el Dr. Dean L. Fishman, un fisioterapeuta estadounidense. 
Inclinarse mucho hacia adelante siempre ha causado problemas de espalda encorvada y dolor de cuello, por ejemplo, en dentistas, cirujanos, y peluqueros. Lo que ha cambiado en la última década es la cantidad, especialmente en una generación más joven que ha crecido inclinándose sobre computadoras portátiles, tabletas y teléfonos inteligentes, de ahí el término 'iHunch'. Debido a que el problema surge específicamente de una gran inclinación hacia adelante, el tratamiento lógico contrarrestará cada componente de esto.

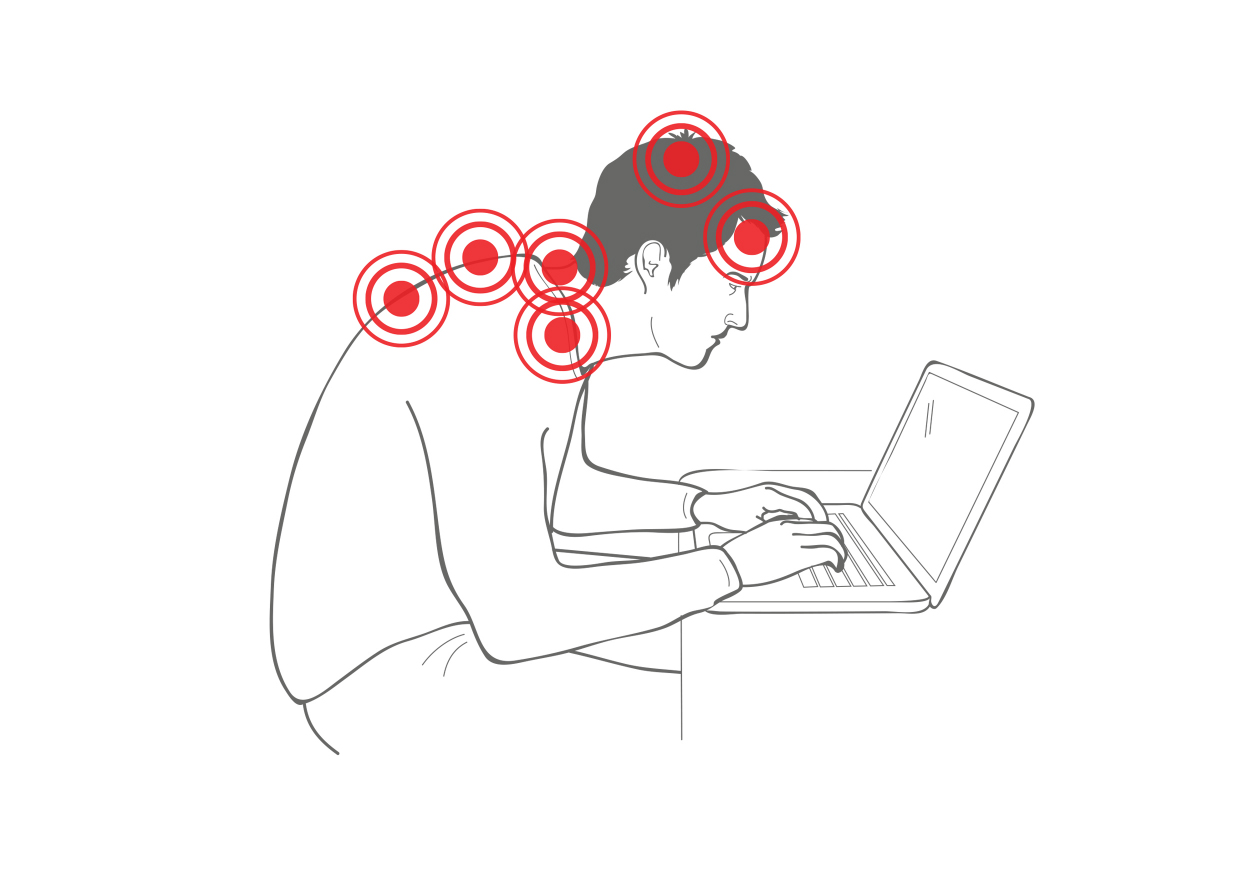
El iHunch: (1) Los músculos con exceso de trabajo de la parte posterior del cuello fortalecen, tensan, cicatrizan y acortan; (2) los músculos de soporte de la espalda media y baja se debilitan; (3) las articulaciones de la parte superior de la espalda encorvadas eventualmente se congelan así; (4) los músculos de la parte frontal del cuello trabajan menos y se debilitan, por lo que el mentón sobresale. Resultados: dolor de espalda superior, dolor de cuello, dolor de cabeza; a menudo referido dolor en los brazos.

## Visión general
Hay indicios de que la prevalencia del dolor de espalda y cuello ha aumentado drásticamente en la década anterior a 2016. Este aumento se ha atribuido a la correspondiente adopción generalizada de computadoras portátiles, tabletas, teléfonos inteligentes y otros pequeños dispositivos digitales portátiles.
Debido a que sus pantallas no se separan de sus teclados, estos pequeños dispositivos no se pueden configurar ergonómicamente correctamente (a menos que se agregue una pantalla adicional o un teclado adicional). A este respecto, se diferencian de las computadoras personales de escritorio (PC). Por lo general, el usuario tiene la corazonada de operarlos, a menudo durante muchas horas al día.
El encorvado aumenta la carga efectiva sobre el cuello hasta varias veces más que la postura erguida, debido al aumento del momento del brazo. El dolor local, la cefalea cervicogénica y el dolor referido que se extiende por los brazos pueden surgir de la tensión muscular sostenida, la compresión de la articulación facetaria cervical (o apofisaria o cigapofisaria) y la disminución de las salidas del nervio foraminal cervical.
Una postura encorvada también envía un mensaje de lenguaje corporal de sumisión y menor confianza en sí mismo, y algunas investigaciones indican que en realidad puede promover esto en la persona que lo sostiene. Una visión integral de la investigación y los conceptos se encuentra en el libro Presence de Amy Cuddy (2015).
El tratamiento puede incluir medicamentos analgésicos y / o antiinflamatorios, descansos regulares mientras se usan los dispositivos pequeños, fortalecimiento y estiramiento muscular, masajes, manipulación y movilización de la columna, instrucción de postura y puntos de apoyo de la columna. El análisis biomecánico sugiere que una combinación de enfoques es mejor y da resultados más duraderos.

## Signos y síntomas
En un cuello con una postura perfecta (como se ve, por ejemplo, en niños pequeños), la cabeza está equilibrada por encima de los hombros. En esta posición, la carga en cada vértebra de la columna cervical se distribuye uniformemente entre las dos articulaciones facetarias (apofisarias) en la parte posterior y el disco intervertebral y el cuerpo vertebral en la parte delantera.
El iHunch se caracteriza por una postura con vagi en la cabeza sentado algo por delante de los hombros (es decir, el lóbulo de la oreja está anterior a una línea vertical que pasa por la punta del hombro (proceso de acromion)). Esto puede ser muy marcado, con la parte posterior del cráneo colocada anterior al esternón (esternón). La barbilla se asoma hacia adelante.
Cuando se le pide al paciente que mire hacia el techo, la curva torácica superior encorvada hacia adelante no cambia vista desde un lado. Más bien, la columna cervical inferior se "bisagra" hacia atrás en C5 / 6/7, un patrón de movimiento conocido como "cuello de cisne".
Esto indica que las vértebras superiores de la espalda se han congelado en sus posiciones flexionadas habituales, con el colágeno circundante de los ligamentos, cápsulas articulares y acortamiento de la fascia para reforzar esta hipomovilidad. (Esta es la joroba de viuda de los ancianos de generaciones anteriores, ahora observable en adolescentes tardíos modernos).
Los síntomas incluyen dolor muscular por uso excesivo y fatiga a lo largo de la parte posterior del cuello y que llega hasta la parte media de la espalda, a menudo comenzando con el músculo trapecio superior entre los hombros y el cuello. Es común el dolor de cabeza cervicogénico de las articulaciones y las inserciones musculares en la parte superior del cuello.
La carga de compresión en las articulaciones facetarias cervicales predispone a episodios agudos de bloqueo articular, con dolor y pérdida de movimiento. En pacientes mayores con espacios de los agujeros cervicales ya disminuidos y / o osteofitos, la irritación y el pinzamiento de la raíz nerviosa pueden desencadenar dolor referido hacia uno o ambos brazos.

## Causas
La columna vertebral humana está bien adaptada para erguir una postura erguida, y el aumento de la frecuencia cardíaca debido al movimiento deriva un buen suministro de sangre a los músculos. Claramente, este no es el caso de una gran cantidad de humanos sedentarios que pasan muchas horas al día inclinados sobre computadoras portátiles, tabletas, teléfonos inteligentes y similares. Una evaluación biomecánica del encorvamiento torácico muestra la carga espinal anormal y otros efectos que explican plausiblemente el reciente aumento pronunciado del dolor torácico y cervical en sintonía con la adopción ubicua de los pequeños dispositivos de TI.
La gravedad de la tensión en la columna aumenta drásticamente con la encorvada torácica, se agregan aproximadamente 10 libras de peso a la columna cervical por cada pulgada de postura de la cabeza hacia adelante mirando hacia abajo a un pequeño dispositivo de TI. Como consecuencia, existe una creciente preocupación médica específicamente con los niños, ya que el tamaño de su cabeza es mayor en relación con su cuerpo y, por lo tanto, representan un grupo de mayor riesgo de ser afectado por problemas musculoesqueléticos y neurológicos en el cuello causados por encorvamiento torácico.
Las encorvadas siempre han causado problemas, por ejemplo en grupos ocupacionales como dentistas, cirujanos, peluqueros, enfermeras, cocineros, profesores, trabajadores informáticos y estudiantes. Algunas afecciones reumatoides como la espondilitis anquilosante, afecciones neurodegenerativas como la enfermedad de Parkinson y trastornos del tejido conectivo como el síndrome de Ehlers-Danlos causan una cifosis torácica excesiva característica. Lo que ha cambiado es la cantidad de jorobas en la sociedad en general, y especialmente entre los jóvenes tecnológicamente adeptos.

## Epidemiología
La primera computadora portátil se produjo en 1981, pero tomó más de una década de desarrollo para que los diseños se acercaran a los niveles actuales (2016) de portabilidad y capacidad y, por lo tanto, de aceptación. Apple produjo el primer teléfono inteligente (iPhone) en 2007 y la primera tableta (iPad) en 2010. En 2015 había 4.43 mil millones de usuarios de teléfonos móviles (teléfonos móviles) en el mundo, de los cuales 2.6 mil millones tenían teléfonos inteligentes. En los EE. UU., El 45% poseía una tableta en 2014 y el 92% poseía un teléfono móvil; para los adultos más jóvenes de 18 a 29 años, solo el 2% no tenía un teléfono móvil y el 50% tenía tabletas.
Un gran estudio transversal finlandés sobre adolescentes en edad escolar publicado en 2012 concluyó que más de dos horas al día dedicadas a las computadoras se asociaba con un aumento moderado / severo del dolor musculoesquelético. Al año siguiente, el promedio de personas de entre 18 y 24 años en el Reino Unido pasó 8,83 horas al día frente a una PC, computadora portátil o tableta. El dolor de cuello per se ha sido un gran problema durante mucho tiempo y se ha examinado repetidamente. Una revisión compuesta de estudios con buena metodología por Fejer et al publicada en 2006 encontró que la prevalencia puntual (en el dolor en este momento) del dolor de cuello en la población adulta (15-75 años) osciló entre el 5,9% y el 22,2%, con un estudio de los ancianos (65+ años) encontraron que el 38,7% tenían dolor cuando se les encuestó. En general, las poblaciones más urbanas tenían más dolor de cuello, por ejemplo, el 22,2% de un gran estudio canadiense de 1998 tenía dolor de cuello cuando se les realizó la encuesta.
Con base en estas encuestas de prevalencia de dolor de cuello, y agregando a ellas la prevalencia de dolor torácico y cefalea cervicogénica, es razonable estimar que alrededor de un adulto de cada seis (15%) probablemente tenga dolor en alguna, algunas o todas esas áreas. ahora.  Sin embargo, los artículos epidemiológicos publicados se basan en datos brutos de encuestas realizadas hace al menos 10 años, y hay indicios de que las cifras han aumentado drásticamente desde entonces, tan rápido como la adopción de computadoras portátiles, tabletas y teléfonos inteligentes. Esto se refleja en el reciente aumento del número de artículos populares, noticias y debates en los medios sobre el problema.

## Patogénesis
El iHunch es un problema multifactorial.
- El encorvamiento torácico requiere flexionar las articulaciones facetarias torácicas. Después de suficiente tiempo y carga, pueden congelarse y bloquearse en esta posición. El colágeno de los ligamentos circundantes, la fascia y las cápsulas articulares se acortará alrededor de las articulaciones inmóviles, reforzando la sección encorvada de la columna hipomóvil.
- Los músculos de soporte medio de la espalda (erectores de la columna, romboides, fibras del trapecio medio e inferior, etc.) se estiran y se debilitan.
- La posición de la cabeza en voladizo (empujada hacia adelante) carga la columna varias veces más que la postura erguida, debido al aumento del momento del brazo.[17] Por lo tanto, los músculos posteriores del cuello (especialmente las fibras superiores del trapecio) que sostienen la cabeza en su posición hacia adelante, a menudo sostenida durante muchas horas, pueden tensarse, produciendo daño celular y miofibrillas individuales. La reparación de este microtrauma implica el asentamiento de fibrosis adhesiva, como parte normal de la respuesta inflamatoria. La fibrosis adhesiva es relativamente no elástica, por lo que después de suficientes microtraumatismos repetidos por tensión muscular, los músculos posteriores del cuello se tensan, se acortan y se vuelven menos elásticos.
- En esta misma posición de la cabeza en voladizo, los músculos longus colli y otros flexores profundos del cuello alrededor de la parte frontal del cuello apenas se utilizan, por lo que se debilitan y permiten que el mentón sobresalga.
- El efecto combinado de todo lo anterior en la posición de la cabeza en voladizo, con la barbilla hacia afuera, es comprimir todas las articulaciones facetarias de la columna cervical. Esto predispone a episodios agudos de bloqueo. En la parte superior de la columna cervical, esto a menudo se manifiesta como cefalea cervicogénica, con dolor que se refiere a la cabeza desde las articulaciones C0 / 1, C1 / 2 y / o C2 / 3, y por la inserción de las fibras del trapecio superior en la línea nucal del occipucio.[19] En pacientes mayores, especialmente con osteofitos y / o donde los agujeros intervertebrales ya están disminuidos, esta compresión y una mayor reducción de los espacios foraminales puede resultar en irritación y pinzamiento de las raíces nerviosas, lo que hace que el dolor se refiera a cierta distancia hacia el brazo (s).

## Tratamiento
El dolor de cuello generalmente se ha tratado con una gran cantidad de enfoques y modalidades, que incluyen medicamentos antiinflamatorios no esteroideos (AINE) como el ibuprofeno; medicamentos para aliviar el dolor (analgésicos) como acetaminofén; antidepresivos tricíclicos de dosis baja como amitriptilina para problemas crónicos; fisioterapia (también conocida como fisioterapia en las culturas de origen británico) que utiliza una amplia gama de técnicas y modalidades; manipulación espinal de osteópatas, manipulación de fisioterapeutas y médicos; masaje; programas de fortalecimiento muscular que incluyen gimnasios y Pilates; enfoques posturales como la Técnica Alexander; enfoques de estiramiento como el yoga; enfoques ergonómicos que incluyen la configuración correcta de las computadoras de escritorio y descansos frecuentes; y cirugía para problemas estructurales graves tales como pinzamiento osteofítico de las raíces nerviosas cervicales y hernia discal cervical.
Un análisis biomecánico del iHunch indica su desarrollo lógico estándar a partir de una actividad muy flexible y su carácter multifactorial. (Ver patogenia arriba.)
Por lo tanto, es probable que un enfoque compuesto que cubra cada componente del problema sea más exitoso y duradero. La mayoría de los enfoques de tratamiento general para el dolor de cuello cubren solo un aspecto. Una respuesta lógica debe incluir como mínimo:
- Fortalecimiento, especialmente de (1) los músculos de soporte de la espalda media y baja y los retractores de la escápula, y (2) el largo del cuello y los músculos flexores profundos del cuello.
- Estirar los músculos que provocan la protrusión del cuello, especialmente de las fibras superiores del músculo trapecio.[40]
  - Flexores cervicales inferiores: esternocleidomastoideo, escaleno anterior y medio.
  - Extensores cervicales superiores (capitales): semispinalis capitis, longissimus capitis, splenius capitis, músculos suboccipitales

Fortalecimiento de los músculos que provocan la retracción del cuello:
- - Extensores cervicales inferiores: splenius cervicis, semispinalis cervicis, longissimus cervicis
  - Flexores cervicales superiores (capitales): longus capitis, Rectus capitis anterior, músculos suprahioideos
- Masajear para aflojar la unión fibrótica adhesiva de la parte posterior del cuello y los músculos trapecios superiores.
- Desbloqueo de las articulaciones facetarias hipomóviles (congeladas) de la columna torácica y estiramiento del colágeno acortado reforzando la cifosis excesiva (corazonada). Un parche suficientemente apretado de la columna torácica no puede liberarse únicamente mediante ejercicios, estiramientos o movimientos del paciente. Esto se debe al apalancamiento: con cualquier ejercicio general, los segmentos de la columna que se mueven bien tenderán a moverse más, lo que reduce el apalancamiento en los segmentos hipomóviles. Entonces es necesaria una fuerza externa suficientemente localizada, como una movilización o manipulación espinal práctica específica. Un ensayo clínico aleatorizado de Cleland et al mostró que la manipulación de la columna torácica redujo el dolor de cuello de inmediato.[43]
- Sin embargo, a menos que el colágeno acortado circundante también reciba suficiente estiramiento, el rebote del colágeno tenderá a congelar la articulación facetaria nuevamente rápidamente. El colágeno es más fuerte en peso que el alambre de acero y se estira mejor mediante un estiramiento pasivo, lo suficientemente largo, fuerte y localizado.[44] En términos prácticos, esto se puede lograr con el paciente encorvado recostado sobre un dispositivo de fulcro espinal, que utiliza el peso de la parte superior del cuerpo para proporcionar la fuerza externa, localizada sobre el fulcro.